# Ruggell
Ruggell és una localitat del principat de Liechtenstein. El 2019 tenia 2.322 habitants.